# Diphasiastrum nikoense
Diphasiastrum nikoense är en lummerväxtart som först beskrevs av Adrien René Franchet och Sav., och fick sitt nu gällande namn av Josef Holub. Diphasiastrum nikoense ingår i släktet Diphasiastrum och familjen lummerväxter. Inga underarter finns listade i Catalogue of Life.